# تپه قلعه مامان
تپه قلعه مامان مربوط به هزاره اول قبل از میلاد - دوره سلجوقیان - دوره ایلخانی است و در شهرستان تکاب، بخش مرکزی، دهستان انصار، روستای کوتان علیا واقع شده و این اثر در تاریخ ۷ اسفند ۱۳۸۵ با شمارهٔ ثبت ۱۷۷۴۹ به‌عنوان یکی از آثار ملی ایران به ثبت رسیده‌است.